# Maraton Komandosa
Maraton Komandosa – bieg maratoński odbywający się w Lublińcu. Organizowany jest przez Wojskowy Klub Biegacza Meta w Lublińcu na terenach leśnych znajdujących się w okolicach Lublińca. Odbywa się z reguły pod koniec listopada. Jest jednym z pięciu biegów, które składają się na Wielki Szlem Komandosa. Jest uważany za jeden z najtrudniejszych maratonów w Polsce.

## Opis
Maraton jest skierowany do żołnierzy i funkcjonariuszy służb mundurowych, lecz możliwy jest także start osób cywilnych przy spełnieniu warunków określonych w regulaminie. Zawodnicy biegną w pełnym umundurowaniu polowym bądź ćwiczebnym oraz plecakiem o wadze 10 kg. Rekord zawodów należy do Piotra Szpigla (2ː55ː40) oraz do Aleksandry Jakubczak (3ː52ː34). Równolegle do zawodów w Lublińcu organizowano także biegi w miejscach stacjonowania Wojska Polskiego za granicąː Kongo (2006), Afganistan (2007, 2009, 2011, 2020), Rumunia (2020, 2022), Włochy (2023). W 2020 roku z powodu pandemii COVID-19 zawody zostały rozegrane wirtualnie.

## Rezultaty
Źródłoː
| Nr  | Data              | Ukończyli | Zwycięzca            | Czas    | Zwyciężczyni         | Czas    |
| --- | ----------------- | --------- | -------------------- | ------- | -------------------- | ------- |
| 21. | 30 listopada 2024 | 764       | Maciej Dutkiewicz    | 3ː26ː01 | Aleksandra Jakimczuk | 3ː57ː06 |
| 20. | 25 listopada 2023 | 540       | Piotr Szpigiel       | 3ː04ː26 | Aleksandra Jakubczak | 3ː52ː34 |
| 19. | 26 listopada 2022 | 589       | Piotr Szpigiel       | 3ː17ː45 | Aleksandra Jakubczak | 4ː12ː43 |
| 18. | 27 listopada 2021 | 335       | Adam Struk           | 3ː25ː03 | Karolina Waśniewska  | 4ː31ː39 |
| 17. | 13 grudnia 2020   | 265       | Tomasz Samburski     | 3ː49ː01 | Patrycja Bereznowska | 3ː52ː50 |
| 16. | 30 listopada 2019 | 441       | Artur Pelo           | 3ː07ː57 | Patrycja Bereznowska | 4ː21ː25 |
| 15. | 24 listopada 2018 | 463       | Piotr Szpigiel       | 3ː12ː19 | Patrycja Bereznowska | 3ː54ː35 |
| 14. | 25 listopada 2017 | 424       | Piotr Szpigiel       | 3ː01ː45 | Patrycja Bereznowska | 4ː03ː07 |
| 13. | 26 listopada 2016 | 436       | Artur Pelo           | 3ː03ː49 | Anna Kurdyk          | 4ː23ː43 |
| 12. | 28 listopada 2015 | 510       | Piotr Szpigiel       | 3ː03ː22 | Renata Przybylska    | 4ː26ː14 |
| 11. | 29 listopada 2014 | 432       | Piotr Szpigiel       | 2:55ː40 | Arleta Meloch        | 3ː58ː26 |
| 10. | 30 listopada 2013 | 412       | Piotr Szpigiel       | 3ː14ː47 | Justyna Kępa         | 4ː35ː55 |
| 9.  | 24 listopada 2012 | 322       | Paweł Piotraschke    | 3ː13ː43 | Justyna Kępa         | 4ː42ː35 |
| 8.  | 26 listopada 2011 | 266       | Andrzej Stefański    | 3ː35ː37 | Justyna Kępa         | 4ː59ː08 |
| 7.  | 27 listopada 2010 | 288       | Paweł Piotraschke    | 3ː06ː23 | Agnieszka Mizera     | 5ː08ː49 |
| 6.  | 28 listopada 2009 | 266       | Dariusz Sierpiński   | 3ː31ː21 | Agnieszka Mizera     | 5ː12ː05 |
| 5.  | 22 listopada 2008 | 241       | Maciej Wojciechowski | 3ː23ː06 | Agnieszka Mizera     | 5ː23ː17 |
| 4.  | 17 listopada 2007 | 214       | Dariusz Guzowski     | 3:30:16 | Agnieszka Mizera     | 4ː48ː44 |
| 3.  | 18 listopada 2006 | 143       | Krzysztof Tumko      | 3:36:31 | Agnieszka Mizera     | 5:04:39 |
| 2.  | 19 listopada 2005 | 90        | Krzysztof Tumko      | 3:31:03 | Renata Tomalska      | 5:48:21 |
| 1.  | 21 listopada 2004 | 24        | Dariusz Guzowski     | 3:43:51 |                      |         |